# インセンス・アンド・ペパーミント
「インセンス・アンド・ペパーミント」 (Incense and Peppermints) は、ストロベリー・アラーム・クロックが1967年に発表した楽曲。全米1位を記録。サイケデリック・ロックの典型的な作品の一つ。

## 概要
カリフォルニア州グレンデール出身のロック・バンド「Thee Sixpence」は1966年、マネージャーのビル・ホルムズが所有するオール・アメリカン・レコードからデビュー。ホルムズはプロデューサーも務め、同年12月には4枚目のシングルが発売された。
1967年2月13日、米国でビートルズの両A面のシングル「ストロベリー・フィールズ・フォーエバー / ペニー・レイン」が発売される（本国イギリスは2月17日）。ことにジョン・レノンが書いた「ストロベリー・フィールズ・フォーエバー」が世界に与えた衝撃はすさまじく、サイケデリックは時代を表すキーワードの一つとなり、サイケデリック・ロックはロックの大きな潮流となっていった。
その頃、ジョン・カーターが書いた「インセンス・アンド・ペパーミント」がグループのもとへ持ち込まれた。歌詞は明らかに流行に沿ったものであった。しかしメンバーは、歌詞もカーターの仮歌も気に入らなかった。新しくプロデューサーを務めることになったフランク・スレイは、スタジオに遊びに来ていたグループの友人で「Shapes of Sound」というバンドにいた、当時16歳だったグレッグ・マンフォードにリード・ボーカルを歌わせた。「Thee Sixpence」はグループ名を「ストロベリー・アラーム・クロック」に変更して再デビューすることとなった。
同年4月、メンバーのマーク・ワイツが書いた「アルカトラッシュのバードマン」をA面、「インセンス・アンド・ペパーミント」をB面とするシングルが発売。「インセンス・アンド・ペパーミント」の作者のクレジットはジョン・カーターと、カーターとチームを組んでいたティム・ギルバートの二人となっているが、実際はギルバートは名前だけで、ワイツとエド・キングが曲作りに関わった。
発売直後から地元のラジオ局はB面の本作品を盛んにかけ始めた。ヒットのにおいをかぎつけたMCAレコード傘下のUniレコードは同年5月19日、A面B面を反対にして再リリースした。本作品はBillboard Hot 100に16週にわたってチャート入りし、11月25日についに1位を獲得した。キャッシュボックスでも1位を記録し、ゴールドディスクに輝いた。